# حمام كوشك (فردوس)
حمام كوشك (بالفارسية: حمام کوشک) هو حمام تاريخي يعود إلى الدولة التيمورية، ويقع في فردوس.